# Tullio Ortolani
Tullio Ortolani (Venezia, 21 aprile 1944 – Cerrina, 19 novembre 2019) è stato un autore televisivo e scrittore italiano.
Nipote di Dario Ortolani, Giuseppe Ortolani e Sergio Ortolani, cresce a Milano e studia presso la Scuola superiore per mediatori linguistici Carlo Bo.
È stato autore di diversi programmi televisivi per RTI e Italia 7, fra cui Tra moglie e marito, Lui, lei e l'altro, Lingo, Colpo grosso (1987-1988) e coautore di Superflash, C'eravamo tanto amati, Studio 5, Campionissimo, Zodiaco, Help! (1984-1986), Bellezze sulla neve (1991).
Muore alla fine del 2019 a Cerrina.

## Opere
- Tullio Ortolani e Marco Columbro, Un marito una moglie un sorriso, Milano, Fondazione Luigi Berlusconi, 1989.
- Luca Barbareschi e Tullio Ortolani, Il sonnifero del geometra, Milano, Rizzoli, 1990, ISBN 88-17-84071-8.

| Controllo di autorità | VIAF (EN) 300159474184527661625 · SBN CFIV111179 · BAV 495/331949 · CONOR.SI (SL) 203875171 |